# Avatár – Az utolsó léghajlító
Az Avatár – Az utolsó léghajlító (eredeti cím: Avatar: The Last Airbender) 2024-től vetített amerikai kalandsorozat, amelyet Albert Kim alkotott. Az Avatár – Aang legendája című sorozat remakeje. A főbb szerepekben Gordon Cormier, Kiawentiio, Ian Ousley, Dallas Liu és Paul Sun-Hyung Lee látható.
Amerikában és Magyarországon 2024. február 22-én mutatta be a Netflix.

## Ismertető
Egy háború sújtotta világban, amelyet különböző ázsiai és őslakos kultúrák ihlettek, ahol bizonyos emberek képesek irányítani, idomítani a négy alapelem – víz, föld, tűz vagy levegő – egyikét. Aang, az „Avatár”, az utolsó élő léghajlító a híd a halandók és a szellemek világa között, és az egyetlen, aki képes mind a négy elemet irányítani. Az Avatár fenntartja a világ és a természet egyensúlyát, hogy békét teremtsen, és Aangra most az a felelősség hárul, hogy véget vessen a militarista Tűz Nemzet világhódító törekvéseinek. Új társaival, Katarával és Sokkával elindul, hogy elsajátítsa a négy elemet, miközben Zuko, a Tűz Nemzet száműzött trónörököse üldözi, aki a becsületét akarja visszaszerezni azzal, hogy elfogja őt.

## Szereplők

### Főszereplők
| Szereplők       | Színész            | Magyar hang         | Leírás |
| --------------- | ------------------ | ------------------- | --- |
| Aang            | Gordon Cormier     | Kovács András Bátor | Szabad szellemű és békés léghajlító, akit száz évre jégbe fagyasztottak. Amikor felébred, az összes többi léghajlítót kiirtotta a Tűz Nemzet, ő pedig elindul, hogy véget vessen a háborúnak, és Avatárként a világ egyensúlyának és harmóniájának jelképévé váljon.  |
| Katara          | Kiawentiio         | Mayer Szonja        | A Déli Víz Törzs utolsó vízhajlítója, miután édesanyját a Tűz Nemzet megölte. Személyes tragédiája ellenére csatlakozik Aanghoz az útja során, miközben felnő valódi képességeihez.                                                                                   |
| Sokka           | Ian Ousley         | Miller Dávid        | Katara bátyja, aki megpróbált a törzsük kvázi vezetője lenni, miután apjuk elment harcolni a háborúba. Katarával együtt csatlakozik Aanghoz a küldetésen, és intelligenciájával, találékonyságával és megbízható bumerángjával pótolja az idomító képességek hiányát. |
| Zuko herceg     | Dallas Liu         | Ács Balázs          | A Tűz Nemzet sebhelyes, száműzött és szeszélyes koronahercege, aki el akarja kapni az Avatárt, hogy véget vessen száműzetésének és visszanyerje becsületét. |
| Iroh bácsi      | Paul Sun-Hyung Lee | Faragó András       | A Tűz Nemzet nyugalmazott tábornoka, Zuko bölcs és gondoskodó nagybátyja és mentora. |
| Zhao parancsnok | Ken Leung          | Mihályfi Balázs     | Ambiciózus, ám arrogáns, kegyetlen és becstelen Tűz Nemzet tengerésztiszt és Zuko elkeseredett fő riválisa az Avatár üldözésében. |
| Ozai tűzúr      | Daniel Dae Kim     | Epres Attila        | A Tűz Nemzet zsarnoki és szadista uralkodója, Iroh öccse, valamint Zuko és Azula apja. |

### Mellékszereplők
| Szereplők      | Színész                  | Magyar hang     | Leírás                                                                                   |
| -------------- | ------------------------ | --------------- | ---------------------------------------------------------------------------------------- |
| Gyatso         | Lim Kay Siu              | Varga T. József | Huncut, vidám, kedves és gondoskodó légnomád szerzetes, aki Aang mentora és apafigurája. |
| Nagyi          | Casey Camp-Horinek       | Halász Aranka   | A Déli Víz Törzs matriarchája, valamint Sokka és Katara apai nagyanyja.                  |
| Appa           | Matthew Yang King (hang) | Eredeti hang    | Égi bölény, aki Aang társa.                                                              |
| Jee hadnagy    | Ruy Iskandar             | Balda Balázs    | A Tűz Nemzet tisztje Zuko hajóján                                                        |
| Azula hercegnő | Elizabeth Yu             | Ruszkai Szonja  | a Tűz Nemzet ravasz és csodálatosan tehetséges hercegnője és Zuko húga.                  |
| Dang hadnagy   | Ryan Mah                 |                 | A Tűz Nemzet haditengerésze Zhao hű tisztje..                                            |
| Bumi király    | Utkarsh Ambudkar         | Kapácsy Miklós  | Omashu idős királya, aki Aang legrégebbi barátja.                                        |

### Magyar változat
- Magyar szöveg: Ágostai Katalin
- Hangmérnök: Halas Péter
- Vágó: Wünsch Attila
- Gyártásvezető: Vígvári Ágnes
- Szinkronrendező: Szalay Csongor
- Produkciós vezető: Horján Annamária

A szinkront a Direct Dub Studios készítette.

## Epizódok
| Sor. | Év. | Cím                           | Rendező        | Író                                                      | Premier           |
| ---- | --- | ----------------------------- | -------------- | -------------------------------------------------------- | ----------------- |
| 1.   | 1.  | Aang (Aang)                   | Michael Goi    | Albert Kim, Michael Dante DiMartino éy Bryan Konietzko   | 2024. február 22. |
| 2.   | 2.  | Harcosok (Warriors)           | Michael Goi    | Joshua Hale Fialkov                                      | 2024. február 22. |
| 3.   | 3.  | Omashu (Omashu)               | Jabbar Raisani | Christine Boylan                                         | 2024. február 22. |
| 4.   | 4.  | A sötétben (Into the Dark)    | Jabbar Raisani | Keely MacDonald                                          | 2024. február 22. |
| 5.   | 5.  | Szellemország (Spirited Away) | Roseanne Liang | Gabriel Llanas                                           | 2024. február 22. |
| 6.   | 6.  | Álarcok (Masks)               | Roseanne Liang | Ubah Mohamed, Bryan Konietzko és Michael Dante DiMartino | 2024. február 22. |
| 7.   | 7.  | Észak (The North)             | Jet Wilkinson  | Audrey Wong Kennedy                                      | 2024. február 22. |
| 8.   | 8.  | Legendák (Legends)            | Jet Wilkinson  | Albert Kim                                               | 2024. február 22. |

## A sorozat készítése
2018-ban a Netflix bejelentette, hogy az Avatar „újragondolt” élőszereplős remake-jét 2019-ben kezdik el gyártani. 2019-ben a sorozat eredeti alkotói, Michael Dante DiMartino és Bryan Konietzko eredetileg a sorozat vezető producerei és showrunnerei lettek volna. 2020 júniusában az alkotók kreatív nézeteltérések miatt távoztak a projektből. Ez azután derült ki, hogy DiMartino 2020. augusztus 12-én nyílt levelet tett közzé saját weboldalán. A páros a Netflix elképzeléséhez képest a sorozathoz való hozzáállásukban mutatkozó különbségekre hivatkozott, továbbá a stúdióval töltött idejük alatt „negatív és nem támogató” környezetre hivatkoztak; a duó végül megkapta az első és a hatodik epizód írói kreditpontjait. 2021 augusztusában hivatalosan is bejelentették, hogy Albert Kim író, vezető producer és showrunner lesz.

### Forgatás
A forgatás 2021. november 16-án kezdődött Vancouverben, és 2022. június 17-én fejeződött be.